# Wioletta Villas – złote przeboje, cz. 2
Wioletta Villas – złote przeboje, cz. 2 – składanka przebojów Violetty Villas z 1995 roku. Jest to jeden z dwóch albumów (oprócz pierwszej części tego samego wydawnictwa), na okładce którego wystąpił błąd w nazwisku piosenkarki.

## Spis utworów
1. To mówią marakasy 3:53
2. Gwiazdka z nieba 3:18
3. Szczęscia nie szukaj daleko 3:08
4. Mazurskie wspomnienia 3:23
5. Wiatraki na wzgórzach 3:03
6. Kocham Jurka 2:59
7. Uśmiechem miłość się zaczyna 3:08
8. Figa z makiem 2:50
9. Bardzo proszę idź 2:37
10. Kokosy 3:03
11. Zorro 2:53
12. Nic nikomu nie mów 3:05
13. Jak nie to nie 4:13
14. Jestem taka a nie inna 2:13
15. Zegar z kukułką 3:03